# Britische Botschaft Bischkek
Die Britische Botschaft Bischkek ist die diplomatische Vertretung des Vereinigten Königreichs von Großbritannien und Nordirland in der Kirgisischen Republik.

## Lage
Die Botschaft befindet sich im Zentrum der kirgisischen Hauptstadt Bischkek im Birinchi May District. Die Straßenadresse lautet: Office 404, Orion Business Center, Boulevard Erkindik 21, 720040 Bischkek, Kirgisistan.
Die angemieteten Büroräume der Kanzlei liegen in einem 2012 fertiggestellten Business Center. Neben der Britischen Vertretung sind die Deutsche Botschaft Bischkek sowie die Botschaften der Schweiz und der Europäischen Union in dem Bürokomplex ansässig.

## Britische Botschafter in Kirgisistan
Nachdem Kirgisistan nach dem Zerfall der Sowjetunion am 31. August 1991 ein unabhängiger Staat geworden war, pflegte das Vereinigte Königreich die diplomatischen Beziehungen zunächst auf dem Weg der Doppelakkreditierung des Botschafters in Kasachstan.
Die im Jahr 2011 eröffnete Botschaft Bischkek leiteten
- Judith Farnworth von 2012 bis 2015[2]
- Robin Ord-Smith von 2015 bis 2019[3]
- Charles Garrett seit 2019
- Nicholas Bowler seit 2023[4]